# NGC 839
NGC 839 је лентикуларна галаксија у сазвежђу Кит која се налази на NGC листи објеката дубоког неба.
Деклинација објекта је - 10° 11' 0" а ректасцензија 2h 9m 42,9s. Привидна величина (магнитуда) објекта NGC 839 износи 13,1 а фотографска магнитуда 14,1. NGC 839 је још познат и под ознакама MCG -2-6-34, ARP 318, HCG 16D, IRAS 02072-1025, PGC 8254.